# Liste der Stolpersteine in Zella-Mehlis
Die Liste der Stolpersteine in Zella-Mehlis enthält alle bekannten, vom Künstler Gunter Demnig verlegten Stolpersteine in Zella-Mehlis in Thüringen.
| Stolpersteine | Name             | Ort, Adresse                | Inschrift | Kurzvita | Weblink |
| ------------- | ---------------- | --------------------------- | --- | --- | ------- |
|               | Goldmann, Beate  | Kleine Bahnhofstraße 1 Lage | HIER WOHNTE BEATE GOLDMANN VERH. VOREMBERG JG. 1921 UNFREIWILLIG VERZOGEN 1936 FRANKFURT FLUCHT 1938 ENGLAND 1940 USA                                          | geboren 1921 |         |
|               | Goldmann, Jakob  | Kleine Bahnhofstraße 1 Lage | HIER WOHNTE JAKOB GOLDMANN JG. 1883 UNFREIWILLIG VERZOGEN 1936 FRANKFURT DEPORTIERT 1941 ŁODZ/LITZMANNSTADT ERMORDET 26.8.1942                                 | geboren 1883 |         |
|               | Goldmann, Hedwig | Kleine Bahnhofstraße 1 Lage | HIER WOHNTE HEDWIG GOLDMANN GEB. LEVISTEIN JG. 1886 UNFREIWILLIG VERZOGEN 1936 FRANKFURT DEPORTIERT 1941 ŁODZ/LITZMANNSTADT ERMORDET JULI 1944 CHELMNO/KULMHOF | Als Hedwig Levistein am 1. Juni 1886 in Stadtlengsfeld geboren, wohnhaft in Zella-Mehlis und Frankfurt a. Main, Deportation ab Frankfurt a. Main am 20. Oktober 1941 ins Ghetto Litzmannstadt (Lodz) und am 3. Juli 1944 ins Vernichtungslager Kulmhof, wo sie auch ermordet wurde. |         |

## Verlegedaten
Die Verlegungen erfolgten am 4. Mai 2016 durch Gunter Demnig persönlich.